# Five Nations 1961
Die Ausgabe 1961 des jährlich ausgetragenen Rugby-Union-Turniers Five Nations (seit 2000 Six Nations) fand zwischen dem 7. Januar und dem 15. April statt. Turniersieger wurde Frankreich.

## Teilnehmer
| Land       | Stadion                        | Stadt     | Kapitän                                       |
| ---------- | ------------------------------ | --------- | --------------------------------------------- |
| England    | Twickenham Stadium             | London    | Dickie Jeeps                                  |
| Frankreich | Stade Olympique Yves-du-Manoir | Colombes  | François Moncla                               |
| Irland     | Lansdowne Road                 | Dublin    | Ronnie Dawson                                 |
| Schottland | Murrayfield Stadium            | Edinburgh | Gordon Waddell / Arthur Smith                 |
| Wales      | Cardiff Arms Park              | Cardiff   | Terry Davies / Onllwyn Brace / Lloyd Williams |

## Tabelle
|    | Land       | Spiele | Siege | Unent. | Ndlg. | Spiel- punkte | Diff. | Tabellen- punkte |
| -- | ---------- | ------ | ----- | ------ | ----- | ------------- | ----- | ---------------- |
| 1. | Frankreich | 4      | 3     | 1      | 0     | 39:14         | + 25  | 7                |
| 2. | Wales      | 4      | 2     | 0      | 2     | 21:14         | + 7   | 4                |
| 2. | Schottland | 4      | 2     | 0      | 2     | 19:25         | − 6   | 4                |
| 4. | England    | 4      | 1     | 1      | 2     | 22:22         | ± 0   | 3                |
| 5. | Irland     | 4      | 1     | 0      | 3     | 22:48         | − 26  | 2                |

## Ergebnisse
| 7. Januar 1961 | Frankreich                                                                              | 11 : 0  | Schottland | Stade Olympique Yves-du-Manoir, Colombes Zuschauer: 26.927 Schiedsrichter: Ray Williams (Irland) |
| 7. Januar 1961 | Versuche: Boniface Erhöhungen: Albaladejo Straftritte: Albaladejo Dropgoals: Albaladejo | Bericht |            | Stade Olympique Yves-du-Manoir, Colombes Zuschauer: 26.927 Schiedsrichter: Ray Williams (Irland) |

| 21. Januar 1961 | Wales              | 6 : 3         | England         | Cardiff Arms Park, Cardiff Schiedsrichter: Kevin Kelleher (Irland) |
| 21. Januar 1961 | Versuche: Bebb (2) | (6:0) Bericht | Versuche: Young | Cardiff Arms Park, Cardiff Schiedsrichter: Kevin Kelleher (Irland) |

| 11. Februar 1961 | Irland                                                          | 11 : 8        | England                                     | Lansdowne Road, Dublin Schiedsrichter: Gwilym Treharne (Wales) |
| 11. Februar 1961 | Versuche: Kavanagh Erhöhungen: Moffett Straftritte: Moffett (2) | (6:0) Bericht | Versuche: Roberts Rogers Erhöhungen: Risman | Lansdowne Road, Dublin Schiedsrichter: Gwilym Treharne (Wales) |

| 11. Februar 1961 | Schottland      | 3 : 0         | Wales | Murrayfield Stadium, Edinburgh Schiedsrichter: Ray Williams (Irland) |
| 11. Februar 1961 | Versuche: Smith | (3:0) Bericht |       | Murrayfield Stadium, Edinburgh Schiedsrichter: Ray Williams (Irland) |

| 25. Februar 1961 | England                               | 5 : 5   | Frankreich                            | Twickenham Stadium, London Zuschauer: 70.000 Schiedsrichter: Gwynne Walters (Wales) |
| 25. Februar 1961 | Versuche: Harding Erhöhungen: Willcox | Bericht | Versuche: Crauste Erhöhungen: Vannier | Twickenham Stadium, London Zuschauer: 70.000 Schiedsrichter: Gwynne Walters (Wales) |

| 25. Februar 1961 | Schottland                                                            | 16 : 8        | Irland                                        | Murrayfield Stadium, Edinburgh Schiedsrichter: M. H. R. King (England) |
| 25. Februar 1961 | Versuche: Douglas Ross Erhöhungen: Scotland (2) Straftritte: Scotland | (8:5) Bericht | Versuche: Hewitt Kavanagh Erhöhungen: Moffett | Murrayfield Stadium, Edinburgh Schiedsrichter: M. H. R. King (England) |

| 11. März 1961 | Wales                                        | 9 : 0         | Irland | Cardiff Arms Park, Cardiff Schiedsrichter: Douglas McMahon (Schottland) |
| 11. März 1961 | Versuche: Richards Straftritte: Richards (2) | (3:0) Bericht |        | Cardiff Arms Park, Cardiff Schiedsrichter: Douglas McMahon (Schottland) |

| 18. März 1961 | England                                        | 6 : 0         | Schottland | Twickenham Stadium, London Schiedsrichter: Kevin Kelleher (Schottland) |
| 18. März 1961 | Versuche: Roberts Straftritte: Horrocks-Taylor | (3:0) Bericht |            | Twickenham Stadium, London Schiedsrichter: Kevin Kelleher (Schottland) |

| 25. März 1961 | Frankreich                                  | 8 : 6         | Wales               | Stade Olympique Yves-du-Manoir, Colombes Zuschauer: 34.333 Schiedsrichter: Norman Parkes (England) |
| 25. März 1961 | Versuche: Boniface Saux Erhöhungen: Vannier | (3:3) Bericht | Versuche: Bebb Pask | Stade Olympique Yves-du-Manoir, Colombes Zuschauer: 34.333 Schiedsrichter: Norman Parkes (England) |

| 15. April 1961 | Irland               | 3 : 15        | Frankreich                                                                        | Lansdowne Road, Dublin Zuschauer: 50.000 Schiedsrichter: Gwilym Treharne (Wales) |
| 15. April 1961 | Straftritte: Kiernan | (3:3) Bericht | Versuche: Gachassin Straftritte: Albaladejo Vannier Dropgoals: Albaladejo Bouquet | Lansdowne Road, Dublin Zuschauer: 50.000 Schiedsrichter: Gwilym Treharne (Wales) |